# Halle-Ingooigem 2016
La Halle-Ingooigem 2016, sessantanovesima edizione della corsa e valevole come evento dell'UCI Europe Tour 2016 categoria 1.1, si svolse il 22 giugno 2016 su un percorso di 200,5 km, con partenza da Halle e arrivo a Ingooigem, in Belgio. La vittoria fu appannaggio del belga Dries De Bondt, il quale completò il percorso in 4h45'22", alla media di 42,156 km/h, precedendo i connazionali Jens Keukeleire e Edward Theuns.
Sul traguardo di Ingooigem 82 ciclisti, su 146 partiti da Halle, portarono a termine la competizione.

## Squadre e corridori partecipanti
| N.    | Cod. | Squadra                        |
| ----- | ---- | ------------------------------ |
| 1-7   | COF  | Cofidis, Solutions Crédits     |
| 11-18 | EQS  | Etixx-Quick Step               |
| 21-28 | LTS  | Lotto Soudal                   |
| 31-38 | FDJ  | FDJ                            |
| 41-48 | BEL  | Belgio                         |
| 51-58 | TSV  | Topsport Vlaanderen-Baloise    |
| 61-68 | WGG  | Wanty-Groupe Gobert            |
| 71-78 | DPC  | Drapac Professional Cycling    |
| 81-88 | ROT  | Team Roth                      |
| 91-97 | VWT  | Veranda's Willems Cycling Team |

| N.      | Cod. | Squadra                          |
| ------- | ---- | -------------------------------- |
| 101-108 | AIW  | Avanti IsoWhey Sports            |
| 111-117 | SKT  | An Post-Chain Reaction           |
| 121-126 | CRV  | Crelan-Vastgoedservice           |
| 131-137 | CIB  | Cibel-Cebon                      |
| 141-148 | ERM  | ERA-Murprotec                    |
| 151-157 | MNG  | Marlux-Napoleon Games Cy. Team   |
| 161-168 | SHI  | Superano Ham-Isorex              |
| 171-178 | WBC  | Wallonie Bruxelles-Group Protect |
| 181-188 | MMM  | Team 3M                          |
| 191-198 | VER  | Veranclassic-Ago                 |

## Ordine d'arrivo (Top 10)
| Pos. | Corridore        | Squadra   | Tempo    |
| ---- | ---------------- | --------- | -------- |
| 1    | Dries De Bondt   | Veranda's | 4h45'22" |
| 2    | Jens Keukeleire  | Belgio    | s.t.     |
| 3    | Edward Theuns    | Belgio    | a 13"    |
| 4    | Nikolas Maes     | Etixx     | s.t.     |
| 5    | Jelle Vanendert  | Lotto     | s.t.     |
| 6    | Dimitri Claeys   | Wanty     | s.t.     |
| 7    | Fernando Gaviria | Etixx     | a 17"    |
| 8    | Arnaud Démare    | FDJ       | s.t.     |
| 9    | Tim Merlier      | Crelan    | s.t.     |
| 10   | Timothy Dupont   | Verenda's | s.t.     |